# Levanah
Levanah, Levannah ou Levana, plus commun est un prénom hébreu qui signifie « blanche », « blanche colombe ». Il signifie également « Lune », dans le langage poétique et religieux. Les prénoms qui se rapprochent sont : Lev, Levan, Liv, Lena.

## Prénom de personnalités
- Lévanah Solomon, actrice française.